# Iwamotochō (metropolitana di Tokyo)
La stazione di Iwamotochō (岩本町駅?, Iwamotochō-eki) è una stazione della metropolitana di Tokyo che si trova a Chiyoda. La stazione è servita dalla linea Shinjuku della Toei.

## Struttura
La stazione è dotata di due banchine a isola che servono quattro binari, necessari per il passaggio dei treni espressi.